# Florian Gröger

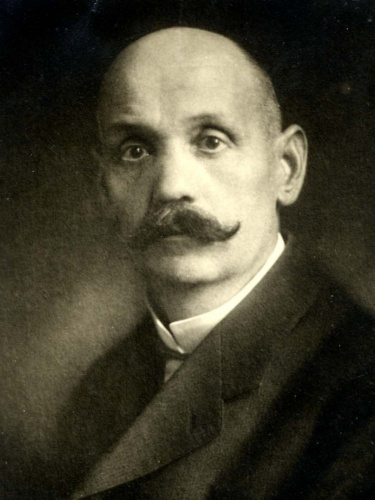
Florian Gröger

Florian Gröger (* 10. August 1871 in Oberwildgrub, Österreichisch Schlesien; † 19. Mai 1927 in Klagenfurt) war ein österreichischer Politiker (SPÖ). Der aus einfachsten Verhältnissen stammende Wanderarbeiter arbeitete sich bis kurz vor dem Ersten Weltkrieg zum Abgeordneten des Reichsrats hoch und konstituierte nach dem Zusammenbruch der Habsburgermonarchie das neubegründete Österreichische Parlament mit. Parallel dazu war er Landtagsabgeordneter in Kärnten und von 1921 bis 1923 Kärntner Landeshauptmann.

## Vom Wanderhandwerker zum Parteifunktionär

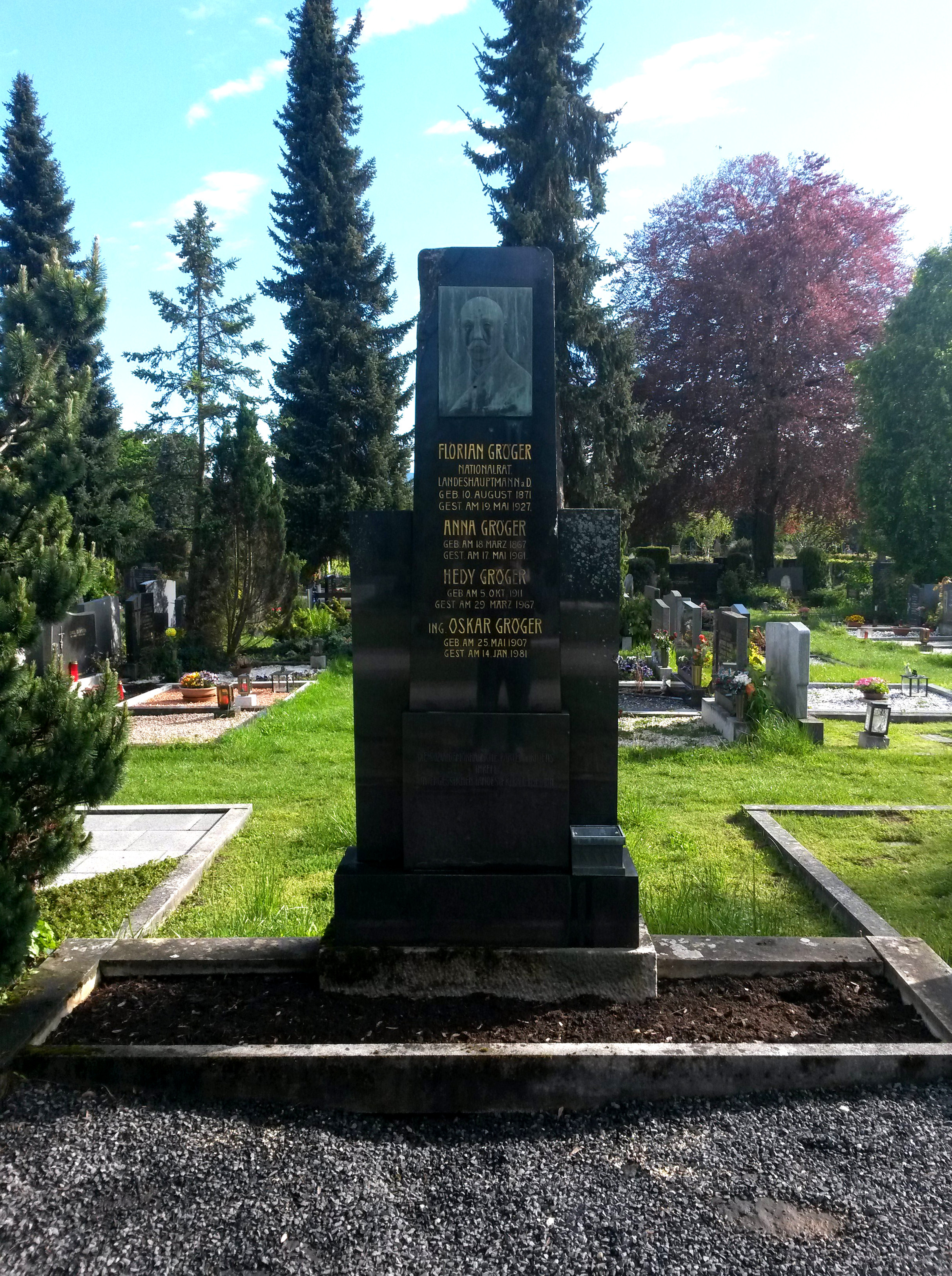
Grab von Florian Gröger am Friedhof Annabichl

Florian Gröger wurde als siebentes von 11 Kindern einer armen Schuhmacherfamilie geboren. Nach dem Besuch der Volksschule in seinem Heimatort arbeitete er ab 1883 bei einem lokalen Förster. Ab 1885 absolvierte er in Braunseifen eine Lehre zum Weber. Als wandernder Handwerker bereiste Gröger große Teile der österreichisch-ungarischen Monarchie. 1890 reiste über Olmütz, Lundenburg und Wien nach Neufeld an der Leitha, wo er in einer Textilfabrik arbeitete. Wenige Monate später begann er, Demonstrationen der dortigen Arbeiter zu organisieren, zieht jedoch bald erneut weiter. Nach mehreren Reisen zwischen Wien und Mähren entwickelte er sich vom politisch aktiven Arbeiter zum hauptamtlichen Parteifunktionär. 1897 wurde er Parteisekretär und Redakteur der Zeitung Volkspresse in Czernowitz, musste die Stelle aufgrund Geldmangels der dortigen Parteisektion jedoch schon im Folgejahr wieder abgeben. Nach einer kurzen Zwischenstation in Oskau, wo er wieder als Weber arbeitete, zog er im Juni 1898 weiter nach Mährisch-Schönberg, wo er als Hilfsbeamter bei der Bezirkskrankenkasse und als Parteiagitator tätig war. Im Dezember 1898 übernahm er in Brüx die Redaktion einer neugegründeten sozialdemokratischen Zeitung namens Wahrheit. Aufgrund der strengen Zensur jener Zeit hatte seine publikatorische Tätigkeit mehrere kurze Gefängnisstrafen zur Folge. Ab 1901 hielt Gröger sich in mehrmals in Kärnten auf, wo er letztlich seine politische Heimat fand. Unter anderem arbeitete er als Beamter bei der Allgemeinen Arbeiter-Krankenkasse. Endgültig in Kärnten sesshaft wurde er jedoch erst 1910, zuvor leitete er in schneller Abfolge mehrere Zeitungen und Bezirkskrankenkassen in Böhmen und Mähren. In Klagenfurt wurde er schließlich Landesparteisekretär und Redakteur der Zeitung Volkswille.
Florian Gröger heiratete 1904 seine langjährige Lebensgefährtin Anna Gröger, die am 11. November 1918 – und damit einen Tag, bevor parallel mit der Ausrufung der Republik Deutschösterreich auch das Frauenwahlrecht beschlossen wurde – mit ihm als einzige weibliche Abgeordnete in den Kärntner Landtag einzog. Das Paar hatte zwei Söhne. Florian Gröger verstarb 1927 nach langer, schmerzhafter und unheilbarer Krankheit in Klagenfurt. Im vorhergehenden Jahr hatte er unter dem Titel Von unten auf! Eine Selbstbiographie seine Memoiren im Eigenverlag veröffentlicht.

## Abgeordneter & Landeshauptmann
Bei Nachwahlen zur Reichsratswahl 1911 wurde er in Nachfolge des verstorbenen Arnold Riese 1912 Abgeordneter des Reichsrates. Im November 1918 wurde er Mitglied im provisorischen Kärntner Landtag und in der Landesregierung Lemisch I zum Stellvertretenden Landesverweser. Im Jahr 1921 gelang ihm die Wahl zum ersten sozialistischen Landeshauptmann Kärntens, diese Funktion hatte er jedoch nur kurz inne. Nach einem Knappen Wahlausgang ohne klare Mehrheit wurden ihm Vinzenz Schumy (KBB) und Sylvester Leer (CS) zur Seite gestellt. Gröger hatte die Auflage, Entscheidungen nur im Konsens mit den beiden zu treffen, was sein Amt unterminierte und großes Konfliktpotential mit sich brachte. Die Landesregierung Gröger hielt folglich nur von 22. Juli 1921 bis zum Jahre 1923. Parallel zu seiner Tätigkeit in Kärnten war Gröger Mitglied der Provisorischen Nationalversammlung für Deutschösterreich (21. Oktober 1918 – 16. Februar 1919), ebenso der folgenden Konstituierende Nationalversammlung (bis 9. November 1920) und verblieb auch während der beiden bis zu seinem Tod 1927 folgenden Wahlperioden Abgeordneter im Österreichischen Parlament.